# Tèè
Le tèè est une langue tonale appartenant au groupe ogoni de la famille des langues nigéro-congolaises.

## Écriture
Le tèè est écrit avec l’alphabet pan-nigérian.
| Majuscules | ʼ | A | Ã | B | D | E | Ẹ | Ẽ | G | H | I | Ĩ | K | L | M | N | O | Ọ | Õ | P | R | S | T | U | Ũ | W | Y | Z |
| Minuscules | ʼ | a | ã | b | d | e | ẹ | ẽ | g | h | i | ĩ | k | l | m | n | o | ọ | õ | p | r | s | t | u | ũ | w | y | z |

Plusieurs digrammes sont aussi utilisés : ‹ gb, gw, hl, hn, hw, hy, kp, kw, nw, ny ›.
Les voyelles nasalisées sont indiqués avec le tilde : ‹ ã, ẽ, ĩ, õ, ũ › ; les ‹ ẽ › et ‹ õ › sont en fait des ‹ ẹ › et ‹ ọ › nasalisé, mais le point souscrit est omis par simplification.
Les tons sont indiqués avec des diacritiques accents aigu et grave :
- le ton haut est indiqué avec l’accent aigu : ‹ á, ã́, é, ẹ́, ẽ́, í, ĩ́, ó, ọ́, ṍ, ú, ṹ › ;
- le ton bas est indiqué avec l’accent grave : ‹ à, ã̀, è, ẹ̀, ẽ́, ì, ĩ̀, ò, ọ̀, õ̀, ù, ũ̀ › ;
- le ton moyen est indiqué sans accent.